# Polysarca violacea
Polysarca violacea là một loài ruồi trong họ Asilidae. Polysarca violacea được Schiner miêu tả năm 1867. Loài này phân bố ở vùng Cổ Bắc giới.